# Arenshausen
Arenshausen ist eine Gemeinde im thüringischen Landkreis Eichsfeld. Sie gehört zur Verwaltungsgemeinschaft Hanstein-Rusteberg.

## Geschichte
Die ursprüngliche Gründung sowie die Entwicklung von Arenshausen liegt weitgehend im Dunkeln. Als das Königreich Thüringen im Jahr 531 unterging, zu dem das Gebiet in den letzten Jahren gehörte, setzte von Westen her ein starker Zustrom der Franken ein. Durch die Franken wurden auch die Ortsnamen eingeführt. In dieser Zeit wurde der Ort von einer Adelsfamilie beherrscht, ein Rittergeschlecht mit Namen: „Arns“, „Aro“, „Arnfried“, „Arnwald“ usw. (siehe „Ortsnamen des Eichsfeldes“ von Erhard Müller). Gerade die Endung der nach ihnen gegründeten Dörfer auf „hausen“ oder „bi den husun“ wird als besonders charakteristisch fränkisch betrachtet. Sie bezeichnen größtenteils eine Siedlung mit einem Herrensitz. In alten Unterlagen wird das Dorf oft als Arnshusen oder Arenshusen erwähnt. Die Familie von Arenshusen bewohnte einen befestigten Hof, den sogenannten „Wallhof“. Dieser befand sich am Hopfenberg in hoher Lage.
Die urkundliche Ersterwähnung fand 1189 bis 18. Februar 1190 statt.
Die Säkularisation beendete die Herrschaft von Kurmainz im Jahr 1802. Zu Preußen kam der Ort endgültig 1815, er gehörte zum Regierungsbezirk Erfurt der Provinz Sachsen. Beim Bahnbau 1867 wurden noch Fundamente und alte Kellergewölbe ausgegraben. Aus der besonderen geographischen Lage des Ortes lässt sich schließen, dass Arenshausen eines der ältesten Dörfer der zweiten Siedlungsperiode des Eichsfeldes ist.
Am 25. Juni 1911 startete im Eichsfeld erstmals ein Luftschiff von Arenshausen. Das Luftschiff Parseval 5 wurde Tage vorher am Bahnhof Arenshausen angeliefert und zusammengebaut. Ziel des Fluges war Hann. Münden, wo es einen Tag später zerstört wurde.
Während des Zweiten Weltkrieges waren seit 1942 Zwangsarbeiterinnen und Zwangsarbeiter aus Polen und der Ukraine auf dem Gut Unterstein im Einsatz.
Arenshausen wurde am 9. April 1945 durch die US-Armee besetzt. Vorausgegangen waren Angriffe von Jagdbombern und Artilleriebeschuss. Vier Zivilisten starben, zahlreiche Gebäude wurden zerstört oder beschädigt.

## Geografische Lage
Arenshausen befindet sich an dem Fluss Leine und an der Landesstraße 2009 im Eichsfeld. Die Gemeinde liegt an der Bahnstrecke Halle–Hann. Münden. Arenshausen liegt wenige Kilometer östlich des heutigen Dreiländerecks Thüringen/Hessen/Niedersachsen. Hier stießen ab Juli 1945 die sowjetische, die amerikanische und die britische Besatzungszone zusammen. 1952 bis 1989 lag Arenshausen in der „Sperrzone“ der innerdeutschen Grenze. Seit 1990 gehört der Ort zum neuen Bundesland Thüringen.

### Einwohnerentwicklung
Entwicklung der Einwohnerzahl (31. Dezember):
| - 1994: 1.039 - 1995: 1.039 - 1996: 1.049 - 1997: 1.067 - 1998: 1.057 - 1999: 1.053 | - 2000: 1.040 - 2001: 1.034 - 2002: 1.026 - 2003: 1.020 - 2004: 1.025 - 2005: 1.042 | - 2006: 1.020 - 2007: 0999 - 2008: 1.002 - 2009: 1.008 - 2010: 1.003 - 2011: 1.012 | - 2012: 1.029 - 2013: 1.014 - 2014: 1.013 - 2015: 1.021 - 2016: 0999 - 2017: 0987 | - 2018: 0990 - 2019: 0998 - 2020: 0990 - 2021: 1.008 - 2022: 1.016 |

Datenquelle: Thüringer Landesamt für Statistik

## Politik

### Gemeinderat
Dem Gemeinderat von Arenshausen gehören zwölf Gemeinderatsmitglieder an. Die Kommunalwahlen in Thüringen 2024|Gemeinderatswahl am 26. Mai 2024 führte zu folgendem Ergebnis:
- Menschen für Arenshausen: 7 Sitze  (Stimmenanteil 57,0 %)
- Christlich Demokratische Union (CDU): 3 Sitze (Stimmenanteil 22,4 %)
- Freie Wählergemeinschaft Arenshausen: 2 Sitze (Stimmenanteil 20,6) %

### Bürgermeister
Zum Bürgermeister von Arenshausen wurde am 27. Oktober 2019 Matthias Geyer (parteilos) gewählt. Zuvor war seit 2008 Alfred Spies (CDU) im Amt.

### Wappen
Blasonierung: „Von Rot und Grün geteilt durch einen silbernen Sparren; oben vorn einen schräglinken silbernen Wellenbalken, oben hinten ein silbernes sechsspeichiges Rad (Mainzer Rad) und unten einen silbernen Engel, mit beiden Händen ein Buch haltend, das mit einem Kreuz belegt ist.“ Grundlegend für das Wappen Arenshausens ist ein früheres Siegelmotiv gewesen, welches den Apostel Matthäus enthält. Der Sparren deutet symbolisch den Anfangsbuchstaben des Ortsnamens und spielt gleichzeitig als redendes Symbol auf das Suffix -hausen. an. Das Mainzer Rad deutet auf die einstige Zugehörigkeit zum Erzbistum Mainz, während der Wellenbalken auf die Lage an der Leine verweist.

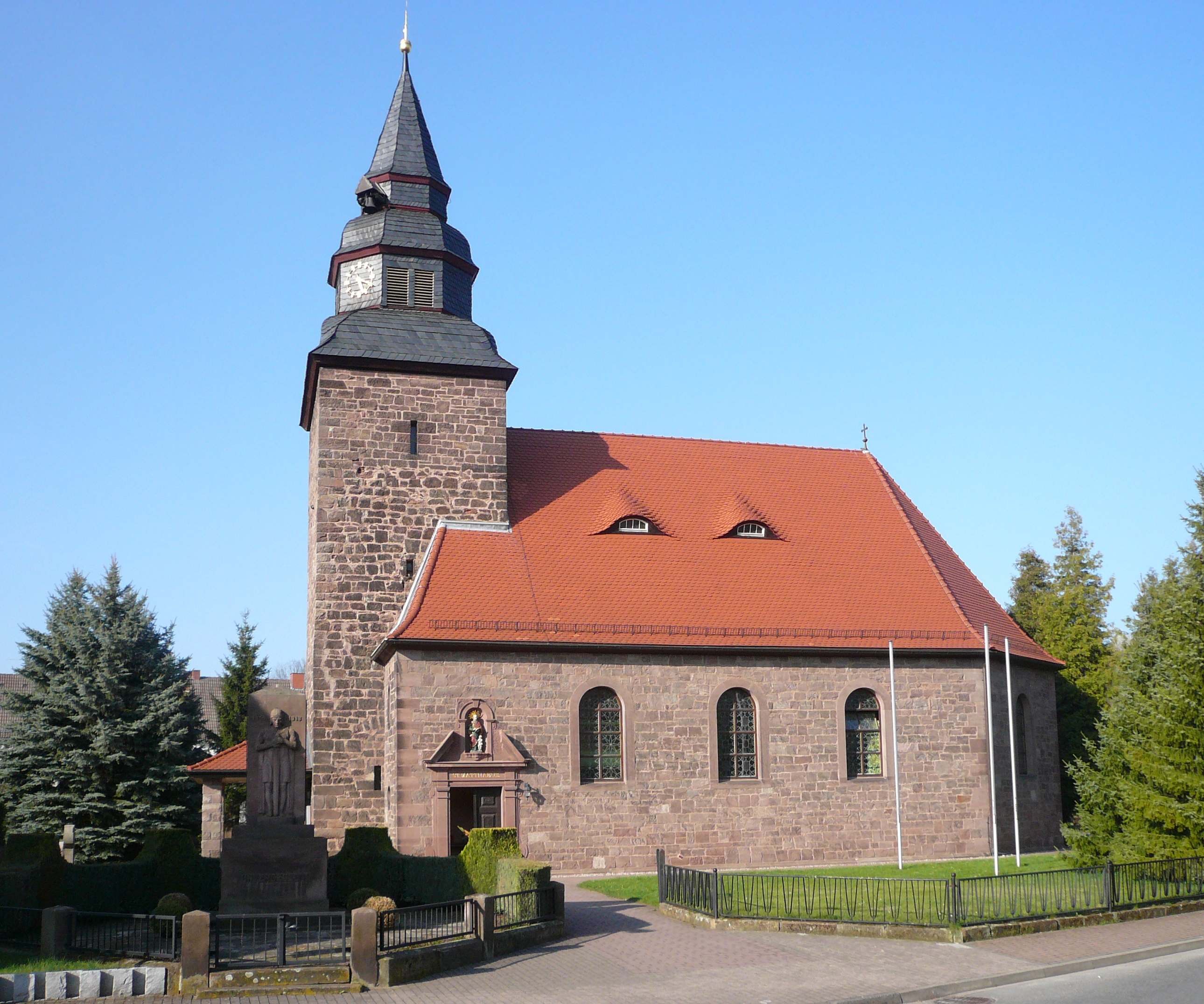
Kath. Kirche St. Matthäus

## Sehenswürdigkeiten
- Katholische Kirche St. Matthäus (Arenshausen)
- Evangelische Kirche St. Petrus (Arenshausen)

## Wirtschaft und Infrastruktur

### Verkehr
Arenshausen liegt an der Bundesstraße 80 und hat über diese eine Anschlussstelle zur „Südharzautobahn“ A 38. Die Streckenführung wird heute innerorts mit einer Umgehung um den Dorfkern geleitet.

### Bahnhof Arenshausen

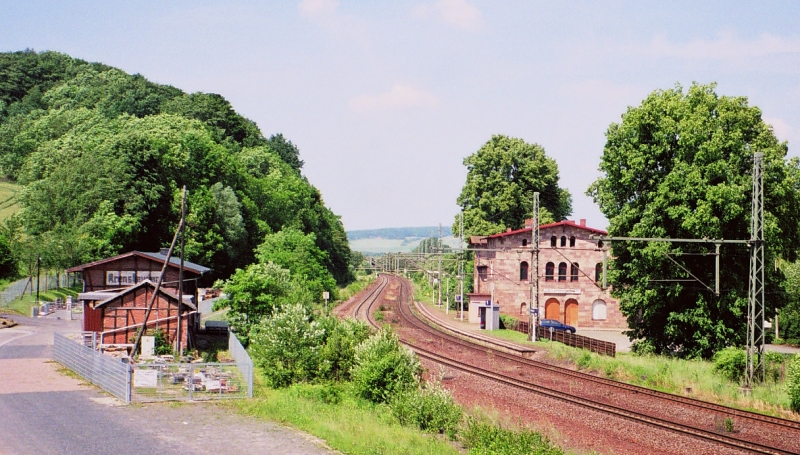
Bahnhof Arenshausen. Der Bahnsteig am Gleis nach Heiligenstadt liegt etwas nach Osten versetzt

Am 9. Juli 1867 wurde die Bahnstrecke Halle–Hann. Münden auf dem Abschnitt von Nordhausen bis nach Arenshausen offiziell eröffnet, und Arenshausen erhielt einen Bahnhof. Am 1. August desselben Jahres wurde die Bahnstrecke mit dem Streckenabschnitt von Arenshausen über Friedland nach Göttingen an die Hannöversche Südbahn angeschlossen. Der Bahnhof Arenshausen war dann möglicherweise als Knotenpunkt zu geplanten Strecken im benachbarten Hessen vorgesehen. 1872 wurde schließlich die ursprünglich geplante Streckenführung von Halle nach Kassel in Betrieb genommen, Arenshausen wurde zu einem Trennungsbahnhof. Mit Fertigstellung der Verbindung von Göttingen in Richtung Bebra im Jahr 1876 und der Einweihung des Bahnhofs Eichenberg verlor der Bahnhof in Arenshausen wieder an Bedeutung. Die Bahnstrecke nach Friedland wurde bereits 1884 wieder stillgelegt und danach zurückgebaut, nur noch ein kurzer Abschnitt bis Niedergandern wurde bis 1945 noch als Güteranschlussbahn genutzt. Der Bahnhof besaß bis zu dieser Zeit mehrere Bahnsteig- und Durchfahrtgleise sowie eine Güterabfertigung mit Güterschuppen, Ladegleisen und Ladestraße.
Mit Errichtung der Besatzungszonen 1945 wurden in der sowjetischen Besatzungszone alle Gleisanschlüsse in Richtung Westen unterbrochen, der Bahnhof wurde zu einem Kopfbahnhof, das zweite Gleis zurückgebaut. Er erlangte 1990 kurzfristig erhebliche Bedeutung, als am 26. Mai die zuvor von der innerdeutschen Grenze unterbrochene Strecke nach Eichenberg wiedereröffnet und Arenshausen zum Grenzbahnhof ausgebaut wurde, in dem täglich mehrere Schnellzüge hielten. Bereits am 1. Juli entfielen die Kontrollen wieder, Schnellzüge und die überregionalen Verbindungen wurden eingestellt. Der Bahnhof wurde Anfang der 1990er Jahre zum Haltepunkt zurückgebaut, dabei wurden alle Gleise bis auf die zwei Durchfahrtgleise entfernt. Lediglich der Güterschuppen und einige Relikte der historischen Bahnstrecke nach Friedland erinnern noch an die frühere Bedeutung der Bahnstation.

### Wasser und Abwasser
Die Trinkwasserver- und Abwasserentsorgung wurde auf den Zweckverband Wasserversorgung und Abwasserentsorgung Obereichsfeld übertragen.